# Sunčevo jezerce
Sunčevo jezerce je solarni kolektor velikog razmjera s integriranim uređajem za pohranu tople vode.

## Opis
Sunčevo jezerce je jednostavno bazen slane vode koje sakuplja i pohranjuje sunčevu toplinsku energiju.  Slana voda prirodno stvara vertikalni gradijent saliniteta također poznat kao "Halocline", u kojem voda niskog saliniteta pluta na vrhu(površni) vode visokog saliniteta. Koncentracija(time i gustoća) sloja otopine soli povećava se s dubinom. Ispod određene dubine otopina ima jednako visoku koncentraciju soli.
Kad god se voda zagrijava, vruća voda je manje gustoće i diže se. Pa zbog sunčeve radijacije, diže se vruća voda u jezercu i dolazi do površine te je predaje atmosferi. Prema tome temperatura jezerca ostaje ista kao i temperatura atmosfere u blizini. Kako bi to spriječili dodajemo sol u vodu kako bi se povećala gustoća medija(sredstva). Kako se gustoća povećava tako se vruća voda ne diže više do površine i sunčeva energija je uhvaćena.

## Prednosti i nedostatci
- Pristup je posebno zanimljiv(atraktivan) za ruralna područja u zemljama u razvoju. Vrlo velika površina kolektora može biti postavljena za samo trošak gline i plastičnog podnožja jezerca.
- Isparenu površinsku vodu treba stalno dopunjavati.
- Nagomilani kristali soli moraju biti uklonjeni te mogu vrijedan nusprodukt ili trošak održavanja.
- Nema potrebe za odvojenim kolektorom za ovaj toplinski sustav pohrane.

## Efikasnost
Dobivena energija je u obliku topline niske kvalitetne od 70 do 80 °C u usporedbi s pretpostavljenih 20 °C temperature okoliša.  Prema drugom zakonu termodinamike (vidi Carnotov ciklus), najveća teoretska učinkovitost ciklusa koji koristi toplinu iz ogrjevnog spremnika na 80 °C i ima nižu temperaturu od 20 °C je 1−(273+20)/(273+80)=17%.  Usporedbom, toplinski motori u elektrani isporukom visokokvalitetne topline pri 800 °C će imati najveće teoretsko ograničenje od 73% za pretvorbu topline u koristan rad (prema tome bit će prisiljeni odbaciti 27% topline koja se gubi do spremnika na 20 °C). Niska učinkovitost sunčevog jezerca, se obično opravdava s dokazom da će 'kolektor', koji je samo obično plastikom obloženo tlo, možda potencijalno rezultirati sistemom velikog razmjera s nižim sveukupnim leveliziranim troskom energije nego solarno koncentrirajući sistem.

## Razvoj
Daljnja istraživanja su usmjerena na rješavanje problema kao što je razvoj membrane jezerca, koja koriste tanku propustljivu membranu, kako bi razdvojili slojeve ne dopuštajući soli proći.

## Primjeri
Najveće radno sunčevo jezerce za proizvodnju električne energije bilo je Beit HaArava jezerce izgrađeno u Izraelu koje je radilo do 1988. Imalo je površinu od 210,000 m², s električnim izlazom od 5 MW.
Indija je prva Azijska zemlja koja je realizirala rad sunčevog jezerca u Bhuj,u Gujarat. Ministarstvo nekonvencionalnih izvora energije odobrilo je projekt u okviru nacionalnog program sunčevo jezerce 1987-te. godine, a izgrađeno je 1993., nakon neprekidnog suradničkog truda TERI, Gujaretske agencije za energetski razvoj, i GDDC (Gujarat Dairy Development Corporation Ltd). Sunčevo jezerce uspješno demonstrira svrsishodnost tehnologije opskrbljivanjem elektrane s 80 000 litara vruće vode dnevno. Konstruirana je kako bi opskrbljivala oko 220 kWh toplinske energije  godišnje. Institut za energiju i izvore predvidio je sve tehničke troškove i preuzeo kompletno izvršenje istraživanja, razvoja i izlaganja. TERI je upravljao i održavao ovaj objekt do 1996. prije predaje GDDC-u. Sunčevo jezerce funkcioniralo je bez ikakvih problema do 2000. godine kada je zbog velikih financijskih gubitaka uništen GDDC. Nakon toga, potres Bhuj ostavio je 'Kutch Dairy' nefunkcionalnim.

## Pogledaj još
- Konverzija termalne energije oceana
- Toplinsko uskladištenje sunčeve energije
- Solana